# Radical 117
El radical 117, representado por el carácter Han 立, es uno de los 214 radicales del diccionario de Kangxi. En mandarín estándar es llamado 立部, (lì bù, «radical “estar de pie”»); en japonés es llamado 立部, りゅうぶ (ryūbu), y en coreano 립 (rip). 
El radical «estar de pie» aparece en diversas posiciones dentro de caracteres que clasifica. En algunos casos aparece en el lado izquierdo (por ejemplo, en 竌), en otros casos aparece en la parte superior (por ejemplo, en 竞), mientras que en algunos casos aparece en la parte inferior (por ejemplo, en 竖). 
En Japón este carácter se utilizó como abreviación del litro, y con este radical se crearon caracteres locales (llamados en Japón kokuji) para representar algunas unidades de capacidad del sistema métrico. Por ejemplo, uniendo el radical 立 con el carácter 十, que significa «diez», se creó el carácter para decalitro: 竍. De la misma manera tenemos: 竏, «kilolitro», formado con el carácter 千, «mil»; 竡, «hectolitro», a partir de 百, «cien»; 竓, «mililitro», con el carácter 毛, «un milésimo»; etc.

## Nombres populares
- Mandarín estándar: 立字頭, lì zì tóu, «carácter “estar de pie” en la parte superior»; 立字旁, lì zì páng, «carácter “estar de pie” en un lado».
- Coreano: 설립부, seol lip bu, «radical lip-de pie».
- Japonés:　立つ（たつ）, tatsu, «estar de pie» ; 立つ偏（たつへん）, tatsuhen, «“estar de pie” en el lado izquierdo del carácter».[1]
- En occidente: radical «estar de pie».

## Galería
| Estilos antiguos                                 | Estilos antiguos                  | Estilos antiguos                        | Estilos antiguos                   | Estilos antiguos                   | Estilos empleados actualmente       | Estilos empleados actualmente  | Estilos empleados actualmente    | Estilos empleados actualmente   | Estilos empleados actualmente  |
|                                                  |                                   |                                         |                                    |                                    |                                     | 立                             | 立                               |                                 |                                |
| 甲骨文 jiǎgǔwén (escritura de huesos oraculares) | 金文 jīnwén (escritura de bronce) | 简帛 jiǎnbó (escritura de bambú y seda) | 篆文 zhuànwén (escritura de sello) | 篆文 zhuànwén (escritura de sello) | 隸書 lìshū (estilo de los escribas) | 楷書 kǎishū (estilo regular)   | 楷書 kǎishū (estilo regular)     | 行書 xǐngshū (estilo corriente) | 草書 cǎoshū (estilo de hierba) |
| 甲骨文 jiǎgǔwén (escritura de huesos oraculares) | 金文 jīnwén (escritura de bronce) | 简帛 jiǎnbó (escritura de bambú y seda) | 大篆 dàzhuàn (sello grande)        | 小篆 xiǎozhuàn (sello pequeño)     | 隸書 lìshū (estilo de los escribas) | 繁體／繁体 fántǐ (tradicional) | 简体／簡體 jiǎntǐ (simplificado) | 行書 xǐngshū (estilo corriente) | 草書 cǎoshū (estilo de hierba) |

## Caracteres con el radical 117

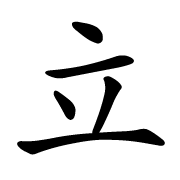

| trazos | carácter                |
| ------ | ----------------------- |
| + 0    | 立                      |
| + 2    | 竌 竍                   |
| + 3    | 竎 竏                   |
| + 4    | 竐 竑 竒 竓 竔 竕 竖 竗 |
| + 5    | 竘 站 竚 竛 竜 竝 竞    |
| + 6    | 竟 章 竡                |
| + 7    | 竢 竣 竤 童 竦 竧       |
| + 8    | 竨 竩 竪 竫             |
| + 9    | 竬 竭 竮 端 竰          |
| + 11   | 竱                      |
| + 12   | 竲 竳 竴                |
| + 13   | 竵                      |
| + 15   | 競 竷                   |
| + 17   | 竸                      |